# Szczeciorożkowate
Szczeciorożkowate, szczeciorożki (Loricerinae) – podrodzina chrząszczy z podrzędu drapieżnych i rodziny biegaczowatych. Zamieszkują półkulę północną, głównie Holarktykę.

## Morfologia i ekologia

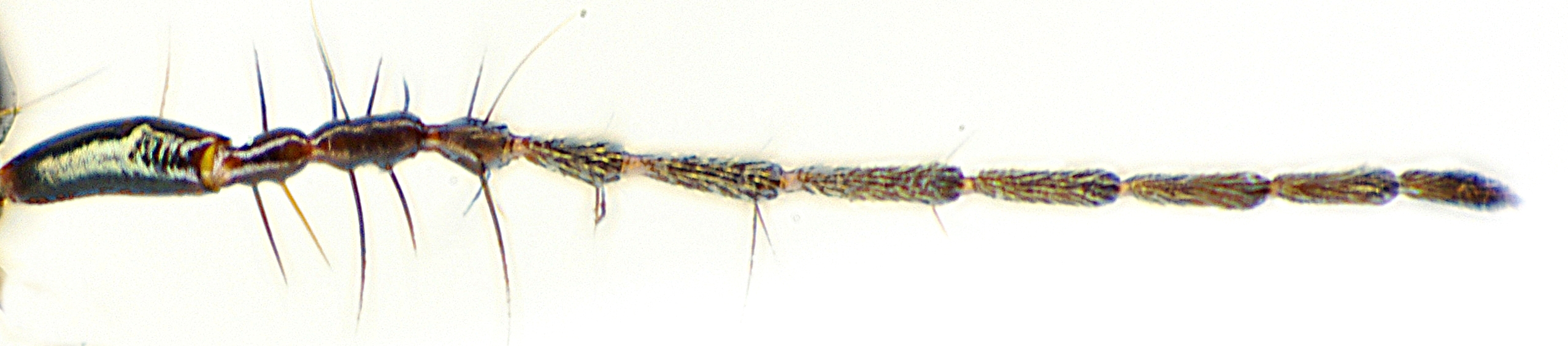
Czułek osobnika dorosłego z widocznymi długimi szczecinkami

Owady wykazujące silną specjalizację ekologiczną i morfologiczną w polowaniu na skoczogonki, zarówno w z stadium larwalnym, jak i dorosłym.
Chrząszcze o wydłużonym ciele. Głowa jest zaopatrzona w dobrze wykształcone oczy. Czułki są silnie zmodyfikowane. Na członach od drugiego do szóstego występują długie, dłuższe od samych członów szczecinki. Podczas ataku czułki łączą się, zamykając ofiarę w klatce z tychże szczecinek. Pokrywy mają po 12 rzędów. Na zapiersiu obecny jest szew za tylną parą bioder. Odnóża przedniej pary mają golenie z głębokim wycięciem na przedzie wewnętrznej strony oraz z dwoma ostrogami, z których jedna leży na wierzchołku wewnętrznej strony przedniej krawędzi, a druga u góry wycięcia. Odwłok ma sześć widocznych sternitów.
Larwy odznaczają się przysadzistymi i wydłużonymi szczękami o podstawowym członie ponad dwukrotnie szerszym niż wierzchołkowy, a wierzchołkowym członie żuwki zewnętrznej pokrytym u szczytu lepką, szklistą wydzieliną, ułatwiającą chwytanie skoczogonków. Poza tym ich aparat gębowy charakteryzują żuwaczki o silnie piłkowanym retynakulum oraz języczek porośnięty licznymi szczecinkami. Głowa larw ma także parę silnych kolców i kilka małych, spiczastych ząbków na nasale. Odwłok ma na dziewiątym tergicie długie, ruchliwe urogomfy.

## Rozprzestrzenienie

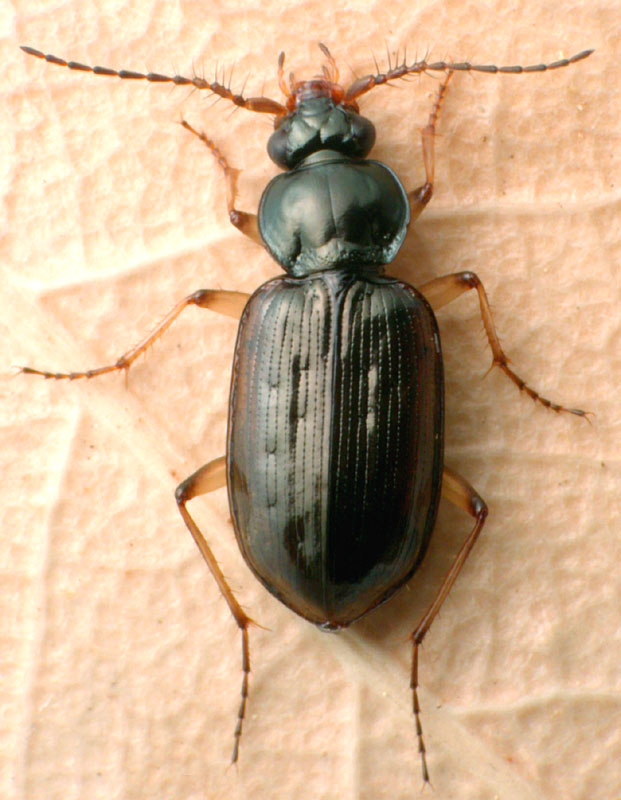
Loricera foveata

Chrząszcze te zasiedlają Eurazję i Amerykę Północną. Większość gatunków występuje w państwie holarktycznym, ale nieliczne docierają do północnych części krainy neotropikalnej i orientalnej, gdzie jednak ograniczone są do stanowisk położonych w górach. W krainie palearktycznej stwierdzono 9 gatunków. W Europie Środkowej, w tym w Polsce żyje tylko szczeciorożek ostrewnik.

## Taksonomia i ewolucja
Takson ten wprowadzony został w 1810 roku przez Franca Andreę Bonelliego na łamach „Mémoires de l’Academie des Sciences de Turin” pod nazwą Loricerides. Obejmuje trzy rodzaje:
- †Cretoloricera Liu et al., 2023
- Elliptosoma Wollaston, 1854
- Loricera Latreille, 1802 – szczeciorożek

Elliptosoma bywa traktowana także jako synonim lub podrodzaj rodzaju Loricera. W zapisie kopalnym podrodzina znana jest od przełomu albu i cenomanu w kredzie. Z okresu tego pochodzi inkluzja  larwy Cretoloricera w bursztynie birmańskim. Od eocenu natomiast znane są inkluzje w bursztynie bałtyckim należące już do współczesnego rodzaju Loricera.